# Eva Lee
Eva Lee (en xinès: 李意恒, n. 7 ago 1986) és una esportista estatunidenca d'origen xinès que competeix en bàdminton en la categoria de dobles.